# بارستاو (كاليفورنيا)
بارستاو (بالإنجليزية: Barstow)‏ هي إحدى مدن مقاطعة سان بيرناردينو، كاليفورنيا. تم إعطاءها لقب مدينة في 30 سبتمبر، 1947.

## التركيبة السكانية
حدّد مكتب تعداد الولايات المتحدة بيانات التركيبة السكانية لبارستاو في تعداد الولايات المتحدة. في ما يلي، التركيبة السكانية حسب تعدادي 2000 و2010.

### تعداد عام 2000
بلغ عدد سكان بارستاو 21,119 نسمة بحسب تعداد عام 2000، وبلغ عدد الأسر 7,647 أسرة وعدد العائلات 5,252 عائلة مقيمة في المدينة. في حين سجلت الكثافة السكانية 197.3 نسمة لكل كيلومتر مربع (511.0/ميل2). وبلغ عدد الوحدات السكنية 9,153 وحدة بمتوسط كثافة قدره 85.5 لكل كيلومتر مربع (221.4/ميل2).
وتوزع التركيب العرقي للمدينة بنسبة 57.10% من البيض و11.60% من الأمريكيين الأفارقة و2.41% من الأمريكيين الأصليين و3.08% من الأمريكيين ذوي الأصول الآسيوية و0.95% من سكان جزر المحيط الهادئ و18.40% من الأعراق الأخرى و6.46% من عرقين مختلطين أو أكثر و36.50% من الهسبانيون أو اللاتينيون من أي عرق.
بلغ عدد الأسر 7,647 أسرة كانت نسبة 41.6% منها لديها أطفال تحت سن الثامنة عشر تعيش معهم، وبلغت نسبة الأزواج القاطنين مع بعضهم البعض 45.4% من أصل المجموع الكلي للأسر، ونسبة 17.7% من الأسر كان لديها معيلات من الإناث دون وجود شريك،  بينما كانت نسبة 5.6% من الأسر لديها معيلون من الذكور دون وجود شريكة وكانت نسبة 31.3% من غير العائلات. تألفت نسبة 25.9% من أصل جميع الأسر من عدة أفراد يعيشون في نفس المنزل ونسبة 8.5% كانت تتألف من شخص يعيش بمفرده يبلغ من العمر 65 عاماً أو أكثر. وبلغ متوسط حجم الأسرة المعيشية 2.71، أما متوسط حجم العائلات فبلغ 3.27.
بلغ العمر الوسطي للسكان 32.1 عاماً. وكانت نسبة 30.8% من القاطنين تحت سن الثامنة عشر، وكانت نسبة 10.4% بين الثامنة عشر والرابعة والعشرين عاماً، ونسبة 27.2% كانت واقعةً في الفئة العمرية ما بين الخامسة والعشرين والرابعة والأربعين عاماً، ونسبة 19.1% كانت ما بين الخامسة والأربعين والرابعة والستين، ونسبة 10.7% كانت ضمن فئة الخامسة والستين عاماً فما فوق. يوجد لكل 100 أنثى 97.4 ذكر، ويوجد لكل 100 أنثى في الثامنة عشر من عمرها فما فوق 93.9 ذكر.
بلغ متوسط دخل الأسرة في المدينة 35,069 دولارًا، أما متوسط دخل العائلة فبلغ 40,160 دولارًا. وكان متوسط دخل الذكور 37,425 دولارًا مقابل 25,380 دولارًا للإناث. وسجل دخل الفرد الخاص بالمدينة 16,132 دولارًا. وكانت نسبة 15.6% من العائلات ونسبة 20.3% من السكان تحت خط الفقر، وكان من هؤلاء نسبة 31.5% تحت سن الثامنة عشر ونسبة 4.3% في الخامسة والستين من العمر وما فوق.

### تعداد عام 2010
بلغ عدد سكان بارستاو 22,639 نسمة بحسب تعداد عام 2010، وبلغ عدد الأسر 8,085 أسرة وعدد العائلات 5,413 عائلة مقيمة في المدينة. في حين سجلت الكثافة السكانية 211.5 نسمة لكل كيلومتر مربع (547.8/ميل2). وبلغ عدد الوحدات السكنية 9,555 وحدة بمتوسط كثافة قدره 89.3 لكل كيلومتر مربع (231.3/ميل2).
وتوزع التركيب العرقي للمدينة بنسبة 52.30% من البيض و14.63% من الأمريكيين الأفارقة و2.11% من الأمريكيين الأصليين و3.19% من الأمريكيين ذوي الأصول الآسيوية و1.23% من سكان جزر المحيط الهادئ و18.74% من الأعراق الأخرى و7.80% من عرقين مختلطين أو أكثر و42.85% من الهسبانيون أو اللاتينيون من أي عرق.
بلغ عدد الأسر 8,085 أسرة كانت نسبة 39.5% منها لديها أطفال تحت سن الثامنة عشر تعيش معهم، وبلغت نسبة الأزواج القاطنين مع بعضهم البعض 39.4% من أصل المجموع الكلي للأسر، ونسبة 20% من الأسر كان لديها معيلات من الإناث دون وجود شريك،  بينما كانت نسبة 7.6% من الأسر لديها معيلون من الذكور دون وجود شريكة وكانت نسبة 33% من غير العائلات. تألفت نسبة 26.9% من أصل جميع الأسر من عدة أفراد يعيشون في نفس المنزل ونسبة 8.3% كانت تتألف من شخص يعيش بمفرده يبلغ من العمر 65 عاماً أو أكثر. وبلغ متوسط حجم الأسرة المعيشية 2.75، أما متوسط حجم العائلات فبلغ 3.34.
بلغ العمر الوسطي للسكان 31.1 عاماً. وكانت نسبة 29.8% من القاطنين تحت سن الثامنة عشر، وكانت نسبة 11% بين الثامنة عشر والرابعة والعشرين عاماً، ونسبة 25.3% كانت واقعةً في الفئة العمرية ما بين الخامسة والعشرين والرابعة والأربعين عاماً، ونسبة 23.3% كانت ما بين الخامسة والأربعين والرابعة والستين، ونسبة 10.7% كانت ضمن فئة الخامسة والستين عاماً فما فوق. وتوزع التركيب الجنسي للسكان بنسبة 49.9% ذكور و50.1% إناث.

## المناخ
يظهر الجدول التالي التغييرات المناخية على مدار السنة لبارستاو:
| البيانات المناخية لـبارستاو       | البيانات المناخية لـبارستاو | البيانات المناخية لـبارستاو | البيانات المناخية لـبارستاو | البيانات المناخية لـبارستاو | البيانات المناخية لـبارستاو | البيانات المناخية لـبارستاو | البيانات المناخية لـبارستاو | البيانات المناخية لـبارستاو | البيانات المناخية لـبارستاو | البيانات المناخية لـبارستاو | البيانات المناخية لـبارستاو | البيانات المناخية لـبارستاو | البيانات المناخية لـبارستاو |
| الشهر                             | يناير                       | فبراير                      | مارس                        | أبريل                       | مايو                        | يونيو                       | يوليو                       | أغسطس                       | سبتمبر                      | أكتوبر                      | نوفمبر                      | ديسمبر                      | المعدل السنوي               |
| --------------------------------- | --------------------------- | --------------------------- | --------------------------- | --------------------------- | --------------------------- | --------------------------- | --------------------------- | --------------------------- | --------------------------- | --------------------------- | --------------------------- | --------------------------- | --------------------------- |
| الدرجة القصوى °ف (°م)             | 78 (26)                     | 87 (31)                     | 92 (33)                     | 98 (37)                     | 107 (42)                    | 112 (44)                    | 115 (46)                    | 112 (44)                    | 109 (43)                    | 101 (38)                    | 89 (32)                     | 76 (24)                     | 115 (46)                    |
| متوسط درجة الحرارة الكبرى °ف (°م) | 57.8 (14.3)                 | 62.7 (17.1)                 | 70.1 (21.2)                 | 75.9 (24.4)                 | 86.3 (30.2)                 | 94.7 (34.8)                 | 101.4 (38.6)                | 100.2 (37.9)                | 91.9 (33.3)                 | 80.2 (26.8)                 | 66.9 (19.4)                 | 57.5 (14.2)                 | 78.8 (26.0)                 |
| متوسط درجة الحرارة الصغرى °ف (°م) | 35.2 (1.8)                  | 38.9 (3.8)                  | 43.1 (6.2)                  | 49.2 (9.6)                  | 56.4 (13.6)                 | 63.9 (17.7)                 | 70.3 (21.3)                 | 68.7 (20.4)                 | 62.3 (16.8)                 | 51.8 (11.0)                 | 41.8 (5.4)                  | 33.8 (1.0)                  | 51.3 (10.7)                 |
| أدنى درجة حرارة °ف (°م)           | 12 (−11)                    | 18 (−8)                     | 26 (−3)                     | 30 (−1)                     | 32 (0)                      | 36 (2)                      | 48 (9)                      | 51 (11)                     | 40 (4)                      | 33 (1)                      | 20 (−7)                     | 8 (−13)                     | 8 (−13)                     |
| الهطول إنش (مم)                   | 0.84 (21)                   | 0.99 (25)                   | 0.68 (17)                   | 0.21 (5.3)                  | 0.07 (1.8)                  | 0.05 (1.3)                  | 0.3 (7.6)                   | 0.27 (6.9)                  | 0.34 (8.6)                  | 0.32 (8.1)                  | 0.48 (12)                   | 0.72 (18)                   | 5.27 (132.6)                |
| المصدر:                           |                             |                             |                             |                             |                             |                             |                             |                             |                             |                             |                             |                             |                             |

## أعلام
- ويل هدسون
- جورج مالوني
- ستان ريدجواي
- جين كرين
- مارك جونسون
- روس روبنسون
- جوزف ووكر